# Kurozuka
Kurozuka (黒塚?) è un romanzo giapponese ed una serie manga scritta da Baku Yumemakura ed illustrata da Takashi Noguchi. Il manga è stato originariamente serializzato nella rivista giapponese seinen Super Jump a partire dal 2003 dalla Shūeisha ed è terminato nel dicembre 2006. Un adattamento anime è stato realizzato dallo studio Madhouse e trasmesso da Animax fra l'ottobre ed il dicembre 2008, per un totale di dodici episodi.

## Trama
La serie inizia nel Giappone del dodicesimo secolo e ruota intorno a Kuro, un personaggio liberamente ispirato allo storico spadaccino giapponese Minamoto no Yoshitsune. Kuro ed il suo servo, Benkei, incontrano una bellissima e misteriosa donna chiamata Kuromitsu mentre sono in fuga dal fratello maggiore di Kuro, che vuole ucciderlo.  Kuromitsu e Kuro si innamorano, ma scopre ben presto che la donna nasconde un terribile segreto: è un vampiro immortale. A seguito di un attacco dai suoi inseguitori, Kuro viene gravemente ferito e si vede costretto ad assorbire il sangue Kuromitsu per salvare la propria vita. Kuro viene poi tradito ed attaccato da Benkei, che è stato aizzato da un'organizzazione ombra chiamato l'Armata Rossa, che taglia la testa a Kuro, impedendo la completa trasformazione in essere immortale.
Kuro perde conoscenza e si risveglia soltanto secoli dopo, in un Giappone post-apocalittico. In questo scenario, i pochi sopravvissuti vengono oppressi dall'Armata Rossa, e Kuro viene rapidamente rinvenuto e reclutato da un movimento rivoluzionario sotterraneo, chiamato Haniwa. Gli episodi rimanenti raccontano della lotta di Kuro contro l'Armata Rossa, coadiuvato dalla sua schiera di guerrieri d'élite, potenziati dal sangue di Kuromitsu, e la sua ricerca del suo amore perduto.
L'incipit iniziale della serie è probabilmente ispirato da Kurozuka, un'opera teatrale giapponese del 1939, di cui è protagonista una demone di nome Kuromitsu,, oltre che dalla vita di Minamoto no Yoshitsune.

## Personaggi e doppiatori
Kuro (クロウ?), doppiato da Mamoru Miyano|
Kuromitsu (黒蜜?), doppiata da Romi Park
Benkei (弁慶?), doppiato da George Nakata
Karuta (歌留多?), doppiato da Keiji Fujiwara
Kuon (久遠?), doppiato da Miyu Irino
Izana (居座魚?), doppiato da Inoue Kazuhiko
Saniwa (沙仁輪?), doppiato da Toshiko Fujita
Kurumasou (車僧?), doppiato da Banjou Ginga
Rai (ライ?), doppiato da Houko Kuwashima
Kagetsu (花月?), doppiata da Kaori Yamagata
Tonba (トンバ?), doppiato da Ken Uo
Hasegawa (長谷川?), doppiato da Tohru Ohkawa
Arashiyama (嵐山?), doppiata da Miki Shinichiro
Uomo in nero (黒づくめの男?), doppiato da Junpei Takiguchi

## Media

### Manga
Il manga di Kurozuka, è stato adattato a partire da un romanzo originale dell'autore Baku Yumemakura ed è stato illustrato da Takashi Noguchi. Serializzato sulla rivista Super Jump della Shūeisha, la serie è stata poi raccolta in dieci volumi. Il primo è stato pubblicato nel gennaio 2003, mentre l'ultimo nel dicembre 2006.

### Anime
L'adattamento anime di Kurozuka è stato realizzato dallo studio Madhouse, prodotto da Animax e diretto da Tetsurō Araki. Le trasmissioni sono iniziate il 7 ottobre 2008, su Animax. La sigla di apertura è SYSTEMATIC PEOPLE dei Wagdug Futuristic Unity con Maximum the Ryo dei Maximum the Hormone. la sigla di chiusura è Hanarebanare (ハナレバナレ) di Shigi. Il doppiaggio in lingua inglese è stato realizzato dalla Ocean Productions.

#### Episodi
| Nº | Titolo italiano Giapponese 「Kanji」 - Rōmaji            | In onda          | In onda |
| Nº | Titolo italiano Giapponese 「Kanji」 - Rōmaji            | Giapponese       |         |
| 01 | Adachigahara 「安達原」 - Adachigahara                   | 7 ottobre 2008   |         |
| 02 | Il tumulo del fato 「因縁塚」 - Innentsuka               | 14 ottobre 2008  |         |
| 03 | Asuka 「明日香」 - Asuka                                 | 21 ottobre 2008  |         |
| 04 | L'uomo di terracotta 「埴輪人」 - Haniwa jin             | 28 ottobre 2008  |         |
| 05 | Saniwa 「沙仁輪」 - Saniwa                               | 4 novembre 2008  |         |
| 06 | Mītsu 「御稜威」 - Mītsu                                 | 11 novembre 2008 |         |
| 07 | Il villaggio di Kagura 「神楽村」 - Kagura mura          | 18 novembre 2008 |         |
| 08 | Il lamento dei tralci demoniaci 「鬼哭蔦」 - Kikokutsuta | 25 novembre 2008 |         |
| 09 | La corsa del vento nel fuoco 「走風火」 - Sō fū ka       | 2 dicembre 2008  |         |
| 10 | Il castello dei miraggi 「幻影城」 - Gen'eishiro         | 9 dicembre 2008  |         |
| 11 | Una guerra senza fine 「戦輪廻」 - Ikusa rinne           | 16 dicembre 2008 |         |
| 12 | Il tumulo nero 「黒乃塚」 - Kuro no zuka                 | 23 dicembre 2008 |         |